# Pattinaggio di velocità ai III Giochi olimpici invernali
Nella specialità del pattinaggio di velocità ai III Giochi olimpici invernali del 1932 a Lake Placid vennero assegnate medaglie in quattro specialità in programma.

## Calendario
| Pattinaggio di velocità ai III Giochi olimpici invernali | Pattinaggio di velocità ai III Giochi olimpici invernali | Pattinaggio di velocità ai III Giochi olimpici invernali | Pattinaggio di velocità ai III Giochi olimpici invernali | Pattinaggio di velocità ai III Giochi olimpici invernali | Pattinaggio di velocità ai III Giochi olimpici invernali | Pattinaggio di velocità ai III Giochi olimpici invernali | Pattinaggio di velocità ai III Giochi olimpici invernali | Pattinaggio di velocità ai III Giochi olimpici invernali | Pattinaggio di velocità ai III Giochi olimpici invernali | Pattinaggio di velocità ai III Giochi olimpici invernali |
| Eventi / Giorni                                          | Febbraio 1932                                            | Febbraio 1932                                            | Febbraio 1932                                            | Febbraio 1932                                            | Febbraio 1932                                            | Febbraio 1932                                            | Febbraio 1932                                            | Febbraio 1932                                            | Febbraio 1932                                            | Febbraio 1932                                            |
| Eventi / Giorni                                          | 4                                                        | 5                                                        | 6                                                        | 7                                                        | 8                                                        | 9                                                        | 10                                                       | 11                                                       | 12                                                       | 13                                                       |
| -------------------------------------------------------- | -------------------------------------------------------- | -------------------------------------------------------- | -------------------------------------------------------- | -------------------------------------------------------- | -------------------------------------------------------- | -------------------------------------------------------- | -------------------------------------------------------- | -------------------------------------------------------- | -------------------------------------------------------- | -------------------------------------------------------- |
| 500 metri                                                | Finale                                                   |                                                          |                                                          |                                                          |                                                          |                                                          |                                                          |                                                          |                                                          |                                                          |
| 1500 metri                                               |                                                          | Finale                                                   |                                                          |                                                          |                                                          |                                                          |                                                          |                                                          |                                                          |                                                          |
| 5000 metri                                               | Finale                                                   |                                                          |                                                          |                                                          |                                                          |                                                          |                                                          |                                                          |                                                          |                                                          |
| 10000 metri                                              |                                                          | Elim.                                                    |                                                          |                                                          | Finale                                                   |                                                          |                                                          |                                                          |                                                          |                                                          |

## Podi
| Evento                 | Oro           | Perform. | Argento         | Perform. | Bronzo         | Perform. |
| 500 metri (dettagli)   | Jack Shea     | 43"4     | Bernt Evensen   | -        | Alexander Hurd | -        |
| 1500 metri (dettagli)  | Jack Shea     | 2'57"5   | Alexander Hurd  | -        | Willy Logan    | -        |
| 5000 metri (dettagli)  | Irving Jaffee | 9'40"8   | Eddie Murphy    | -        | Willy Logan    | -        |
| 10000 metri (dettagli) | Irving Jaffee | 19'13"6  | Ivar Ballangrud | -        | Frank Stack    | -        |

## Medagliere
| Posizione | Paese       |   |   |   | Totale |
| --------- | ----------- | - | - | - | ------ |
| 1         | Stati Uniti | 4 | 1 | 0 | 5      |
| 2         | Norvegia    | 0 | 2 | 0 | 2      |
| 3         | Canada      | 0 | 1 | 4 | 5      |
| Totale    | Totale      | 4 | 4 | 4 | 12     |

## Gare femminili (sport dimostrativo)

### 500 m
| Posizione | Atleta              | Nazione     | Tempo |
| --------- | ------------------- | ----------- | ----- |
| 1         | Jean Wilson         | Canada      | 58"0  |
| 2         | Elizabeth Dubois    | Stati Uniti | -     |
| 3         | Kit Klein           | Stati Uniti | -     |
| 4         | Lela Brooks-Potter  | Canada      | -     |
| 5         | Elsie Muller-McLave | Stati Uniti | -     |
| 6         | Helen Bina          | Stati Uniti | -     |

### 1000 m
| Posizione | Atleta             | Nazione     | Tempo  |
| --------- | ------------------ | ----------- | ------ |
| 1         | Elizabeth Dubois   | Stati Uniti | 2'04"0 |
| 2         | Hattie Donaldson   | Canada      | -      |
| 3         | Dorothy Franey     | Stati Uniti | -      |
| 4         | Lela Brooks-Potter | Canada      | -      |
| 5         | Geraldine Mackie   | Canada      | -      |
| 6         | Jean Wilson        | Canada      | -      |

### 1500 m
| Posizione | Atleta             | Nazione     | Tempo  |
| --------- | ------------------ | ----------- | ------ |
| 1         | Kit Klein          | Stati Uniti | 3'06"0 |
| 2         | Jean Wilson        | Canada      | -      |
| 3         | Helen Bina         | Stati Uniti | -      |
| 4         | Geraldine Mackie   | Canada      | -      |
| 5         | Dorothy Franey     | Stati Uniti | -      |
| 6         | Lela Brooks-Potter | Canada      | -      |